# Skandinaviska kvinnokonferensen
Skandinaviska kvinnokonferensen var en konferens för kvinnors rättigheter som hölls i Stockholm 21–23 september 1897. 
Konferensen var den första kvinnokonferens som hölls i Sverige, där kvinnorörelsen visserligen hade startat fyrtio år tidigare men hade organiserats relativt nyligen vid denna tid. Den danska kvinnorörelsen hade redan 1895 frågat Sveriges Fredrika Bremer-förbundet om de skulle hålla en konferens i samband med firandet av
Kalmarunionen på Kalmar slott 1897. 
Målet var länge att hålla den i samband med Stockholmsutställningen 1897, och FBF ordnade en kommitté för att organisera den i februari 1896, men finansieringen brast, och man försökte förgäves få statligt stöd. 
Konferensen hölls slutligen i september 1897. Det uppfattades då som ett viktigt pionjärsteg. Kvinnoföreningar från Danmark, Norge och Finland deltog i konferensen, föredrag och festligheter hölls. Ett budskap var att tiden var inne för stora samhällsförändringar i kvinnans ställning men att dessa måste genomföras varligt. 